# HMS Taciturn
Le HMS Taciturn (pennant number : P314) est un sous-marin de la classe T en service dans la Royal Navy. Construit par Vickers-Armstrongs à Barrow-in-Furness et Belliss and Morcom Ltd., il a été lancé le 7 juin 1944. Il est le premier (et jusqu’à présent, le seul) navire de la Royal Navy à porter le nom de Taciturn.

## Conception
Les sous-marins de la classe S se sont avérés trop petits pour des opérations lointaines. Il fallut mettre en chantier la classe T, également très réussie, qui avait 21 mètres de longueur en plus et un déplacement de 1000 tonnes. Alors que les bâtiments de la classe S avaient seulement six tubes lance-torpilles d'étrave, ceux de la classe T en avaient huit, dont deux dans un bulbe d'étrave, plus deux autres dans la partie mince de la coque au milieu du navire.

## Engagements
Le HMS Taciturn fut construit par Vickers-Armstrongs à Barrow-in-Furness et Belliss and Morcom Ltd. Sa quille fut posée le 9 mars 1943. Il fut lancé le 7 juin 1944 et mis en service dans la Royal Navy le 8 octobre 1944.
Le HMS Taciturn a servi en Extrême-Orient pendant la plus grande partie de sa carrière en temps de guerre. Il a coulé une coque piquet d’alerte aérienne japonaise (c’était la coque de l’ancien sous-marin néerlandais K XVIII récupéré), le chasseur de sous-marins auxiliaire japonais Cha 105 et un voilier japonais. Le 1er août 1945, le HMS Taciturn, en compagnie du HMS Thorough, attaque les navires japonais et les cibles côtières au large du nord de Bali. Le HMS Taciturn a coulé deux voiliers japonais à coups de canon.
Il a survécu à la guerre et a continué à servir dans la marine, devenant le premier navire de sa classe à subir la conversion 'Super T'. Le 9 janvier 1958, le HMS Taciturn s’échoue dans le Firth of Clyde. Il est renfloué plus tard à l’aide du poseur de filets HMS Barcombe. Le HMS Taciturn a été vendu à Thos W Ward et démoli à Briton Ferry, au Pays de Galles, le 8 août 1971.